# Adolphe-Alexandre Martin
Pour les articles homonymes, voir Martin.
Adolphe-Alexandre Martin, né à Paris le 27 septembre 1824 et mort le 3 mai 1896 à Caen, est un pionnier de la photographie et l'inventeur du ferrotype en 1853.

## Biographie
Docteur ès sciences, il est professeur de physique au collège Sainte-Barbe, maître de conférences à Saint-Louis et membre de la Société française de photographie de 1855 à 1896. Il se marie au Havre le 12 janvier 1854 avec Anna Olivier-Deslongschamps. Il habita à Courseulles-sur-Mer et à Paris, au no 14 rue Soufflot puis au no 4 de l'impasse Royer-Collard.
En 1853, il a l'idée de remplacer la plaque de verre utilisée dans le procédé ambrotype par une fine plaque de fer recouverte d’un vernis au collodion.

## Distinctions
- Chevalier de la Légion d'honneur (décret du 26 mars 1870)[4].

## Publications
- « Méthode pour obtenir des épreuves positives, directes, sur glace », Comptes rendus hebdomadaires des séances de l'Académie des sciences, t. 35,‎ 1852, p. 29-30 (lire en ligne, consulté le 30 mai 2022).
- « Méthode pour obtenir des épreuves photographiques positives et directes sur des planches de nature quelconque, et principalement sur celles qui servent à la gravure », Comptes rendus hebdomadaires des séances de l'Académie des sciences, t. 36,‎ 1853, p. 703-704 (lire en ligne, consulté le 30 mai 2022).
- « Procédé pour obtenir des épreuves positives sur collodion », Méthodes photographiques perfectionnées,‎ 1858, p. 95-108 (lire en ligne, consulté le 31 mai 2022).
- « Interprétation géométrique et continuation de la théorie des lentilles de Gauss », Annales de chimie et de physique, t. X,‎ 1867, p. 385-455 (lire en ligne, consulté le 31 mai 2022).